# Acido tamponato
L'Acido tamponato è una soluzione utilizzata, soprattutto nei cantieri edili, per la pulizia di incrostazioni calcaree, di cemento ed altro.
Essendo meno pericoloso dell'acido muriatico viene definito un acido “ad azione controllata“.

## Composizione
La composizione della soluzione varia in base al produttore e all'utilizzo. Di solito contiene acido solfammico (ma si trova anche composto da altri acidi  come l'acido cloridrico e/o fosforico) e emulsionanti tensioattivi (del comune sapone) che aumentano la superficie di contatto. Si può trovare in commercio a diverse concentrazioni ed anche profumato.